# Anguillara Sabazia
Anguillara Sabazia ist eine Stadt in der italienischen Metropolitanstadt Rom in der Region Latium mit 19.062 Einwohnern (Stand 31. Dezember 2023). Seit 2001 hat Anguillara das Stadtrecht.
|  |

## Geographie

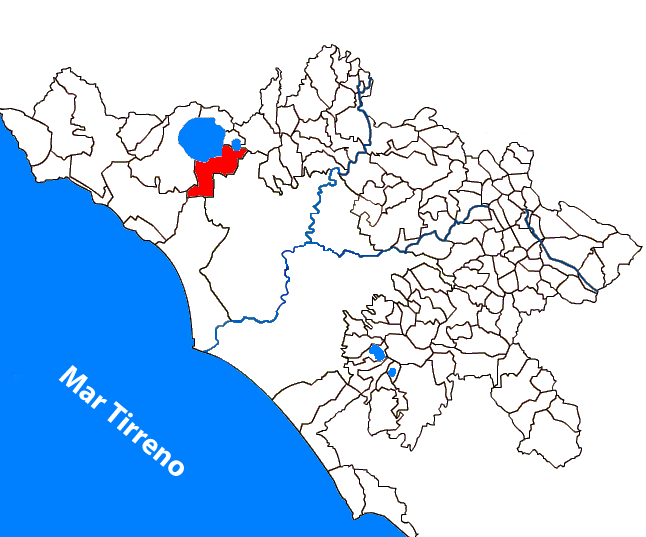
Lage der Gemeinde in der Provinz Rom

Anguillara Sabazia liegt 33 km nordwestlich von Rom und 11 km östlich von Bracciano.
Es befindet sich in der ehemaligen vulkanisch aktiven Region, der Sabatiner Berge, direkt am Braccianosee, einem See der durch den Einsturz einer unterirdischen Magmakammer infolge von Vulkanausbrüchen des Vulcano Sabatino entstand. Die gut erhaltene mittelalterliche Altstadt liegt auf einem in den See vorgeschobenen Hügel. Das Gemeindegebiet hat Anteil am Naturpark Bracciano – Martignano und erstreckt sich zwischen beiden Seen bis in die Hügellandschaft südlich davon bis zum Fosso Prato Viale. Der Fluss Arrone, der den Braccianosee entwässert, fließt durch Anguillara. Das Gemeindegebiet erstreckt sich von 143 bis 337 m s.l.m.
Die Gemeinde liegt in der Erdbebenzone 3 (wenig gefährdet).
Die Ortsteile sind Colle Sabazio, Colle dei Pini, Fonte Claudia, Angzillara Stazione und Ponton dell’Elce.
Die Nachbarorte sind Bracciano, Campagnano di Roma, Cerveteri, Fiumicino, Rom und Trevignano Romano.

### Verkehr
Der Bahnhof von Anguillara an der Regionalbahnstrecke FR3 Rom-Viterbo liegt 3,5 km südlich des Ortszentrums. Die Gemeinde ist über die Provinzstraße SP5a Via Anguillarese mit Rom verbunden und hat über die Provinzstraße SP12b Via Trevignanese Zugang zur Via Cassia. Bei Anguillara gibt es einen kleinen Flugplatz (Aviosuperficie Santo Stefano) für die Allgemeine Luftfahrt.

### Tourismus
Dank seiner Lage und der Strände am Bracciano- und Martignanosee ist der Ort ein beliebter Anlaufpunkt für Touristen und Tagesausflügler vor allem aus dem Großraum Rom.
Anguillara bietet Hotels, Pensionen verschiedener Preisklassen sowie Campingplätze.

## Bevölkerung
Anguillara Sabazia zählt 6133 Privathaushalte. Zwischen 1991 und 2001 stieg die Einwohnerzahl um 41,2 % von 10.083 auf 14.236 an.

## Politik
Antonio Pizzigallo (MPA) wurde im Juni 2009 zum Bürgermeister gewählt. Er löste Emiliano Minnucci ab, der ein (Mitte-links-Bündnis) anführte.
Nach seinem Austritt aus dem PdL wurde Pizzigallo am 1. Januar 2011 abgesetzt.
Pizzigallo wurde überregional bekannt, als er versuchte, die Haushaltslage der Stadt durch Lottospielen zu verbessern.
Bei der Neuwahl im Mai 2011 wurde Francesco Pizzorno (Linke Bürgerliste) gewählt, dessen Liste auch mit 11 von 16 Sitzen die Mehrheit im Gemeinderat stellt.

### Partnerstädte
- Blanca (Murcia)

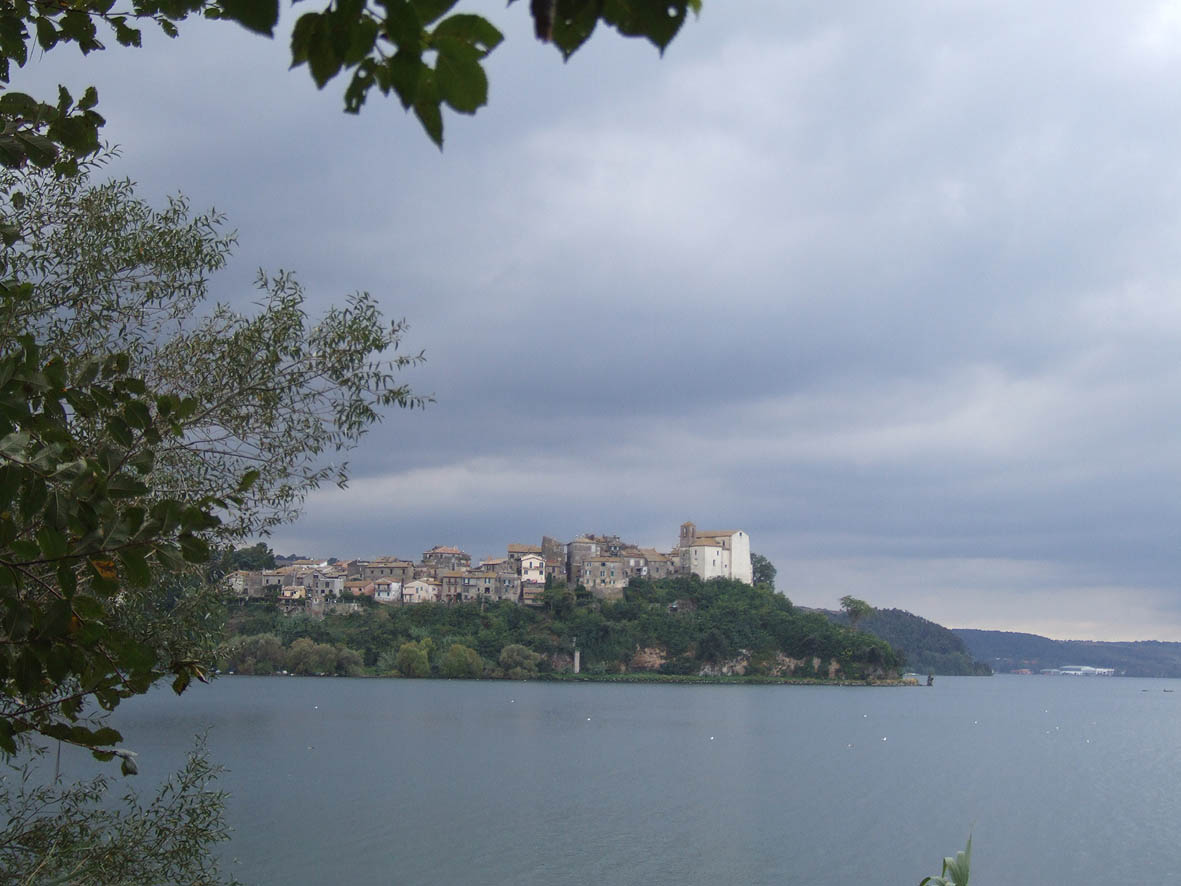
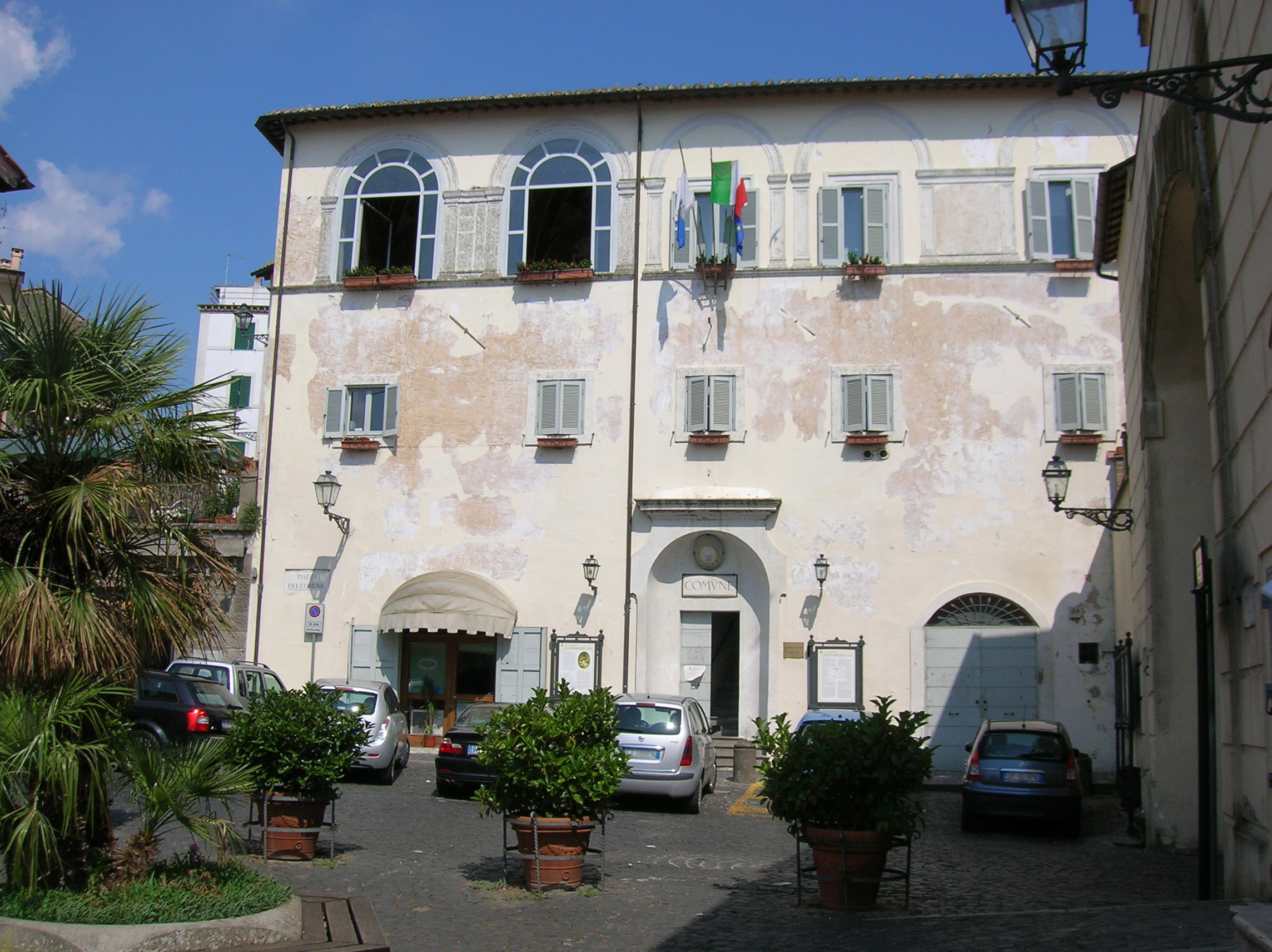
Rathaus
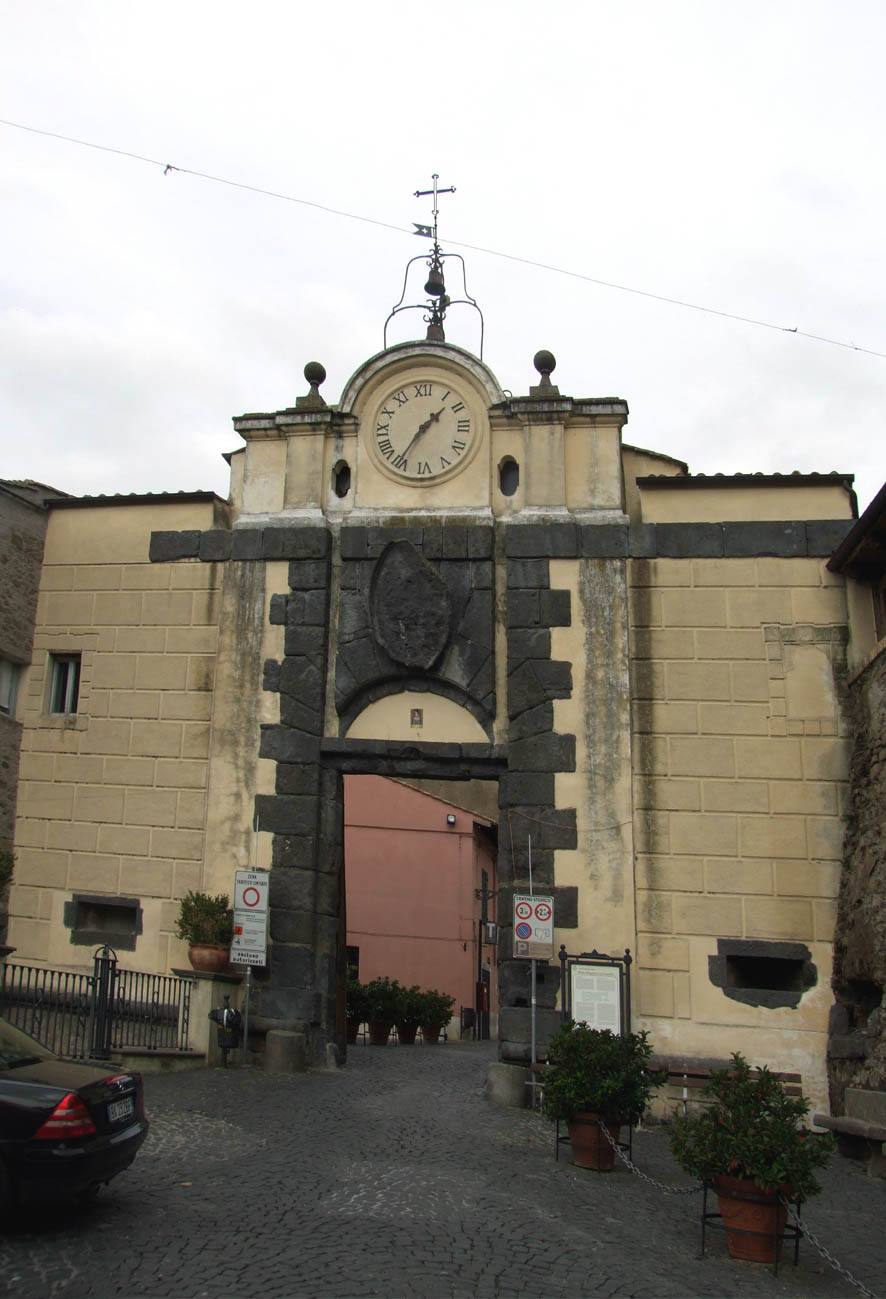
Porta Maggiore
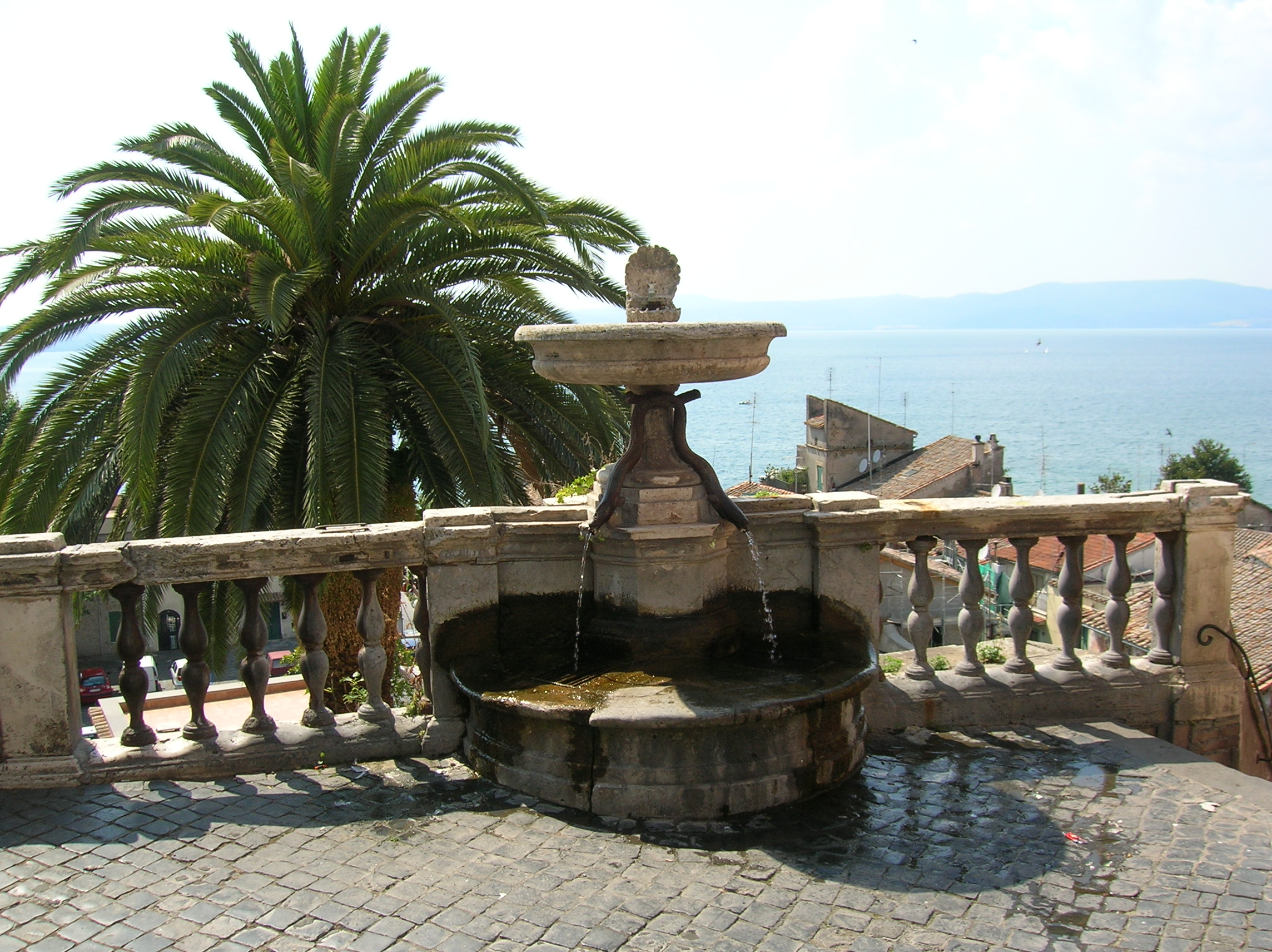
Fontana della Terra
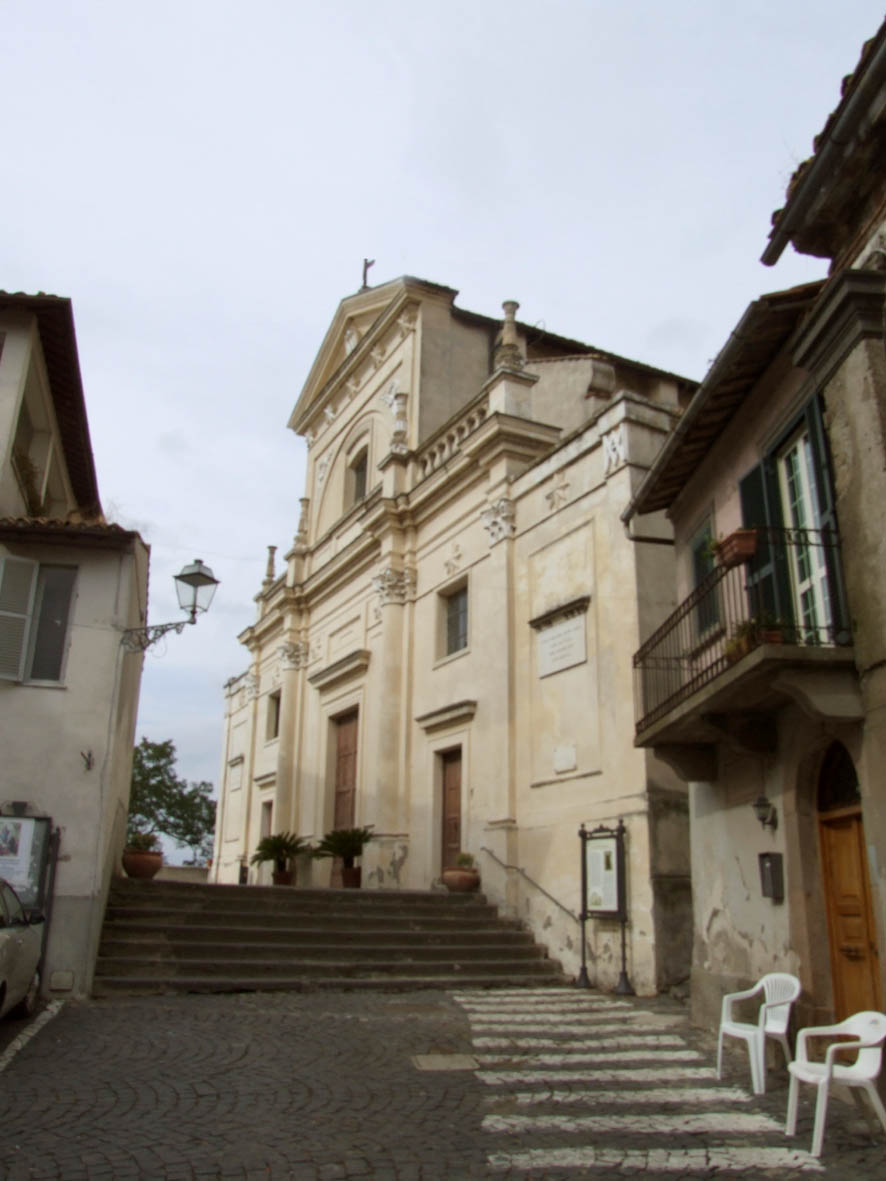
Collegiata